# 超級彩虹魚
超級彩虹魚（也译超级古比鱼，还称大肚鱼）是美国国家航空航天局為運輸龐大的火箭部件，而委託美國飛機製造商Aero Spacelines以波音377或其衍生機種改裝而成的一種特殊用途貨機，以取代原本所使用的大肚魚運輸機（Pregnant Guppy）。在航空業進入噴射發動機時代之後，大肚魚與超級彩虹魚運輸機的設計概念啟發了空中巴士A300-600ST（大白鯨）等後繼機種的發展。

## 簡介

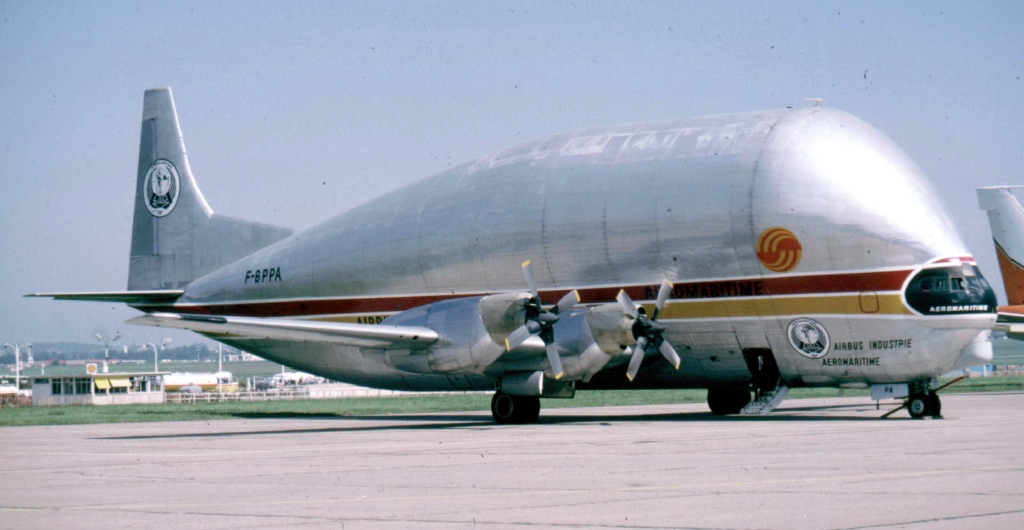
超級彩虹魚（Super Guppy）

1960年代美國太空總署須運送火箭部件，超級彩虹魚應運而生，是由美國轟炸機退役駕駛員Jack Conroy將波音的「同溫層巡航者」運輸機改裝成的超大型貨機。法國南部飛機公司（Sud-Aviation）向Aero Spacelines訂做兩架超級彩虹魚，由KC-97G空中加油機改裝而成，改裝後第一架貨機正式命名為「大肚魚201型」，於1970年8月24日首度試飛，並於1971年8月26日獲得飛航認證，於同年9月29日由法國聯合航空（Union des Transports Aeriens/UTA）飛至巴黎拉布潔機場交機，第二架貨機於1972年交機。
空中巴士向Tracor Aviation買下超級彩虹魚的生產權和技術材料，與UTA簽約改裝兩架超級彩虹魚，於1982年、1983年交機，這四架超級彩虹魚被定名為Skylink1~4號，由UTA操作，直到UTA與法航合併，空中巴士才收回自營。
Skylink1於1996年3月15日完成最後一趟飛往空中巴士總廠土魯斯的飛行，於同年6月29日飛至英國不列顛航空傳統博物館（British Aviation Heritage Museum）；Skylink2留在土魯斯（Toulouse）的老飛機博物館（Les ailes anciennes）；Skylink3於1997年10月16日離開土魯斯，停放於德國漢堡芬肯維德機場總裝廠內保存；Skylink4轉往美國休士頓愛林頓空軍國民警衛隊基地（Houston-Ellington ANG base）運送國際太空站組件，是四架超級彩虹魚唯一仍在服役者。

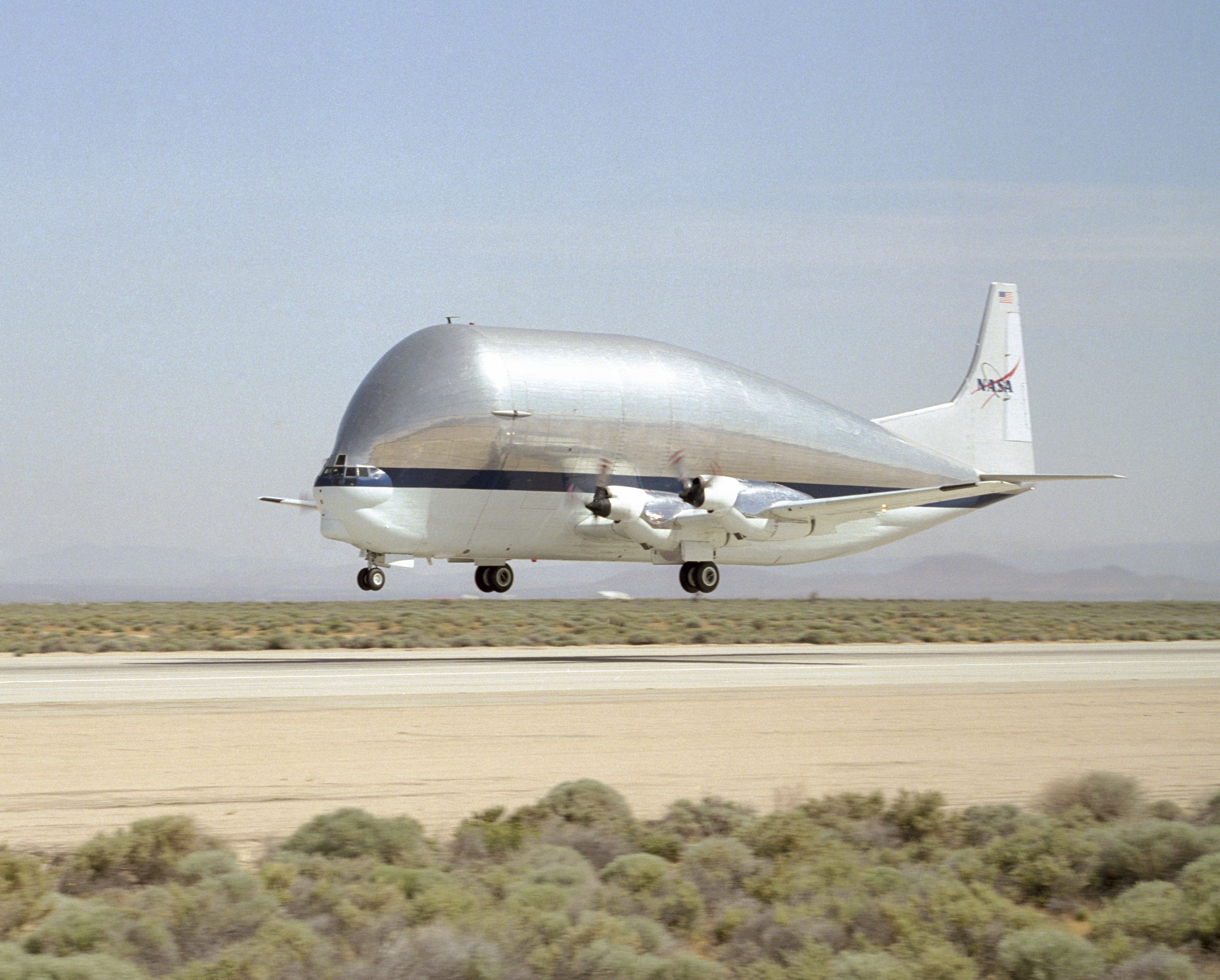
Skylink4是唯一還在服役者（NASA）

## 規格
| 酬載能力 | 貨艙直徑            | 貨艙最大旋轉角度 | 發動機               | 每具提供馬力           | 航程    | 最大起飛重量 |
| -------- | ------------------- | ---------------- | -------------------- | ---------------------- | ------- | ------------ |
| 22噸     | 7.77公尺（25呎6吋） | 110°             | 四具Allison 501-D22C | 4,912馬力（3,633千瓦） | 875海浬 | 170,000磅    |